# George Beurling
George Frederick "Buzz" Beurling (Verdum, Quebec, 7 de dezembro de 1921 — Roma, 20 de maio de 1948) foi um piloto de caça canadiano da Segunda Guerra Mundial.